# Conférence Berryer
 (septembre 2012).
 (septembre 2014).
La Conférence Berryer est un événement public français récurrent d'expression orale, existant depuis 1871, organisé dans le palais de justice de Paris.
Elle met en scène les douze avocats lauréats du concours de la Conférence des avocats du barreau de Paris,, un invité célèbre, deux valeureux candidats, un ancien secrétaire de la Conférence et des spectateurs.

## Définition
La Conférence Berryer est un spectacle humoristique parodiant les concours d'éloquence. Ce spectacle se tient environ une fois par mois au palais de justice de Paris et est organisée par les Secrétaires de la Conférence des avocats au barreau de Paris. Son nom est un hommage à Pierre-Antoine Berryer, un avocat du XIXème siècle, surnommé « prince de l'éloquence », également parlementaire et élu à l'Académie Française. Ce dernier incarne la passion et le courage dont doivent être empreintes les plaidoiries d'un avocat. Pierre-Antoine Berryer est connu pour avoir défendu des personnalités célèbres souvent liées à l'Empire, telles que Louis-Napoléon Bonaparte (après la tentative du coup d'État de Boulogne de 1836), Pierre Cambronne et le Maréchal Michel Ney. 

## Historique et présentation

### Paris

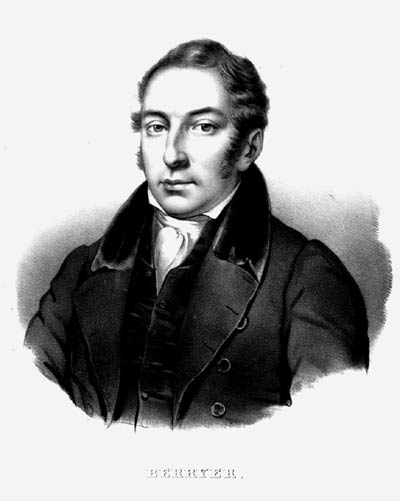
Pierre-Antoine Berryer (1790-1868).

Historiquement, la Conférence Berryer, qui existe depuis au moins 1871, était un lieu d'entraînement des candidats au concours de la Conférence des avocats du barreau de Paris. Les critiques qu'ils y enduraient visaient à améliorer la qualité de leurs discours.
À partir des années 1960, les Conférences Berryer ont pris un tournant plus humoristique, carnavalesque. Sous son format actuel, la Conférence Berryer est un exercice oratoire de méchanceté esthétisée orchestré par le quatrième secrétaire.
De ce fait, le poste de quatrième secrétaire est particulièrement prestigieux, et a été occupé par Jean-Yves Le Borgne, Christian Saint-Palais, Bertrand Périer, Albéric de Gayardon, Pierre Darkanian, Antonin Lévy, par exemple.
Les candidats préparent un discours sur l'un des deux sujets proposés, connus à l'avance, et le déclament devant les douze secrétaires, l'invité et le public (le peuple de Berryer). Les secrétaires critiquent les candidats successivement. Le ton des réactions des secrétaires peut être sévère, salace, mais doit toujours être teinté d'humour.
La conférence Berryer est souvent décrite comme un exutoire pour les secrétaires de la Conférence, astreints à demeurer impassibles pendant le concours de la Conférence quelle que soit la qualité des discours. L'exercice est également un entraînement pour eux, car l'obligation de réagir, à chaud, aux prestations imprévisibles des candidats se rapproche de la réactivité qu'un avocat doit avoir, en matière pénale, pour réagir sans délai aux réquisitions du procureur, à la déposition d'un témoin, ou aux déclarations imprévisibles de son propre client.
Les sujets sont connus 15 jours à l'avance, ce qui correspond aux modalités du premier tour du concours de la Conférence, par lequel les secrétaires élisent leurs successeurs. Il existe une variante, la Conférence Tronchet (en hommage au juriste François Denis Tronchet), pour laquelle le candidat ne connaît le sujet que 5 heures avant de discourir et qui quant à elle, parodie les modalités du deuxième tour du concours de la Conférence, dit « tour d'improvisation » ou « tour de vérité ».
De manière exceptionnelle, une Berryer des candidats au bâtonnat se déroule l'année des élections du Bâtonnier du Barreau de Paris. La dernière s'est tenue dans la première chambre de la Cour d'Appel de Paris le 29 novembre 2016, avec notamment Olivier Cousi. Les candidats étaient alors les prétendants aux postes de Bâtonnier et Vice-Bâtonnier du Barreau de Paris.
Depuis 2015, afin d'éviter les phénomènes de parasitisme autour de cet événement unique en son genre, l'association des Secrétaires et des Anciens Secrétaires de la Conférence du Barreau de Paris a déposé la marque "Conférence Berryer" auprès de l'Institut national de la propriété industrielle (INPI).

### En dehors de Paris
A la fin de chaque année, la Conférence Berryer se délocalise à Bruxelles. A cette occasion, les invités ont pu être François Damiens, Sophie Wilmès et Stéphane la Lasagne. Souvent, pour cette conférence Berryer, certains des successeurs des Secrétaires de la Conférence en exercice sont admis à siéger avec eux en tant que critiques.
Par ailleurs, une Conférence Berryer annuelle est organisée à Lausanne (la dernière datant du 26 octobre 2024) avec notamment Marc Bonnant comme contre-critique, une autre à Genève (la dernière datant du 3 octobre 2024 avec Micheline Calmy-Rey comme invitée) et une dernière à Toulouse (le 1er décembre 2022, Jean Lassalle y a été l'invité, la dernière ayant eu lieu le 9 décembre 2024 avec Michel Sarran comme invité).
Exceptionnellement, la Conférence Berryer a aussi eu lieu à Marseille, Montréal, Ouagadougou et Abidjan, le 3 mai 2024, avec Cheick Yvhane, le présentateur star local, comme invité. Souvent, lors des Conférences Berryer délocalisées, des membres des jeunes barreaux locaux sont admis à siéger en tant que contre-critiques à la place des Secrétaires parisiens qui ne peuvent assurer le déplacement.

## Caractéristiques techniques
Les Conférences Berryer se tiennent dans des lieux prestigieux : normalement, c'est au Palais de justice de Paris (4 boulevard du Palais, Métro « Cité »). Historiquement dans la salle des Criées mais, suivant les disponibilités, dans la première chambre de la Cour d’appel, dans la bibliothèque de l’Ordre des avocats, dans le Tribunal judiciaire de Paris ou bien encore dans l'auditorium de la Maison du barreau (2, rue de Harlay, 75001). La Conférence Berryer a parfois lieu, pour des occasions exceptionnelles, dans de grands théâtres (la dernière ayant eu lieu le 18 décembre 2024 au Théâtre Hébertot avec Edouard Philippe comme invité).
Il y a une douzaine de Conférence Berryer par an (une par secrétaire), d'une durée de 2 à 3 heures, le soir, normalement à partir de 21 heures.
Les Conférences Berryer sont, à l'origine, une parodie du Concours de la Conférence qui désigne les 12 secrétaires de la Conférence des avocats du barreau de Paris. La petite Conférence, à destination des élèves avocats de l'Ecole de formation du Barreau, est un autre exercice similaire, quoique de création plus récente. Ces événements sont en principe d'accès libre.

## Protagonistes
Les principaux protagonistes sont les douze secrétaires de la Conférence. Parmi eux, le quatrième secrétaire (Roxane Best en 2023, Emanuel de Dinechin en 2024, Hugo Latrabe en 2025) est le responsable de la Conférence Berryer tant au niveau de son organisation que de son déroulement, puisqu'il revêt un rôle comparable à celui d'un présentateur lors du spectacle ; pour l'organisation il est aidé par des étudiants bénévoles appartenant à l'association Lysias de l'Université de Nanterre.
Toute la soirée se tient sous l'égide d'un invité prestigieux, dont la parole est libre : ainsi la Conférence Berryer a pu recevoir Salvador Dali, Serge Gainsbourg, Romain Gary, Francis Lalanne, François Hollande, Nicolas Sarkozy, Emmanuel de Brantes, Guillaume Gallienne, Charles Berling, Arielle Dombasle, Ségolène Royal, Passi, Fianso, Rima Abdul Malak, Jacques Cheminade et Pierre Jolivet. Chaque invité ne peut en principe venir qu'une seule fois ; l'exercice est particulièrement prisé des politiques qui le voient comme une sorte de baptême du feu.
Les candidats sont historiquement des avocats, puisque la Conférence Berryer avait autrefois pour but de s'entraîner pour passer le Concours de la Conférence. Depuis quelques années, des étudiants en droit voire des personnes extérieures au milieu juridique se présentent comme candidats. Les secrétaires de la Conférence ont souvent participé eux-mêmes à la Berryer en tant que candidats.
A la fin un ou plusieurs anciens secrétaires interviennent en tant que contre-critiques.
Enfin, tout le spectacle se tient sous les yeux du Peuple de Berryer.

## Déroulement de la soirée

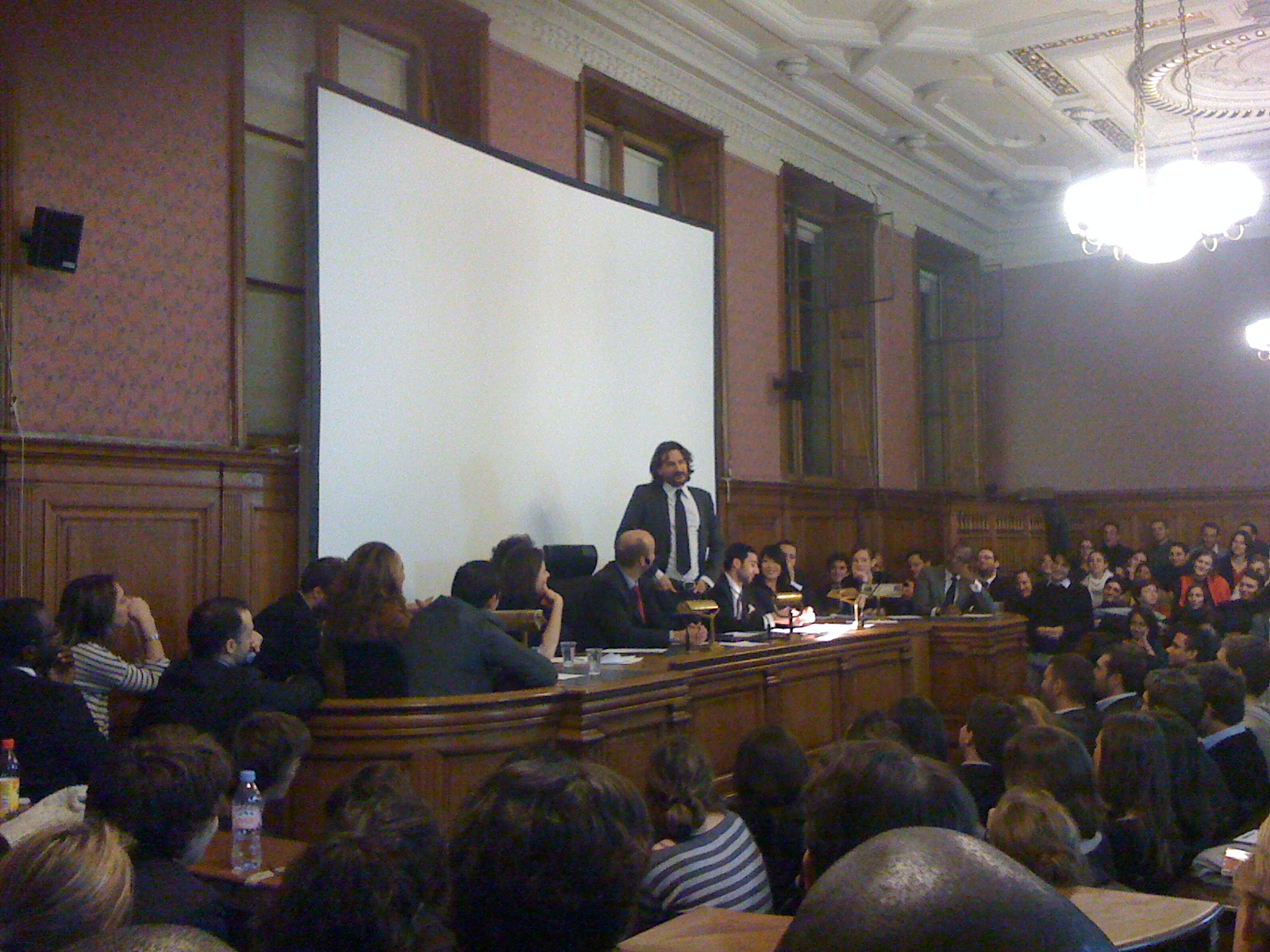
Frédéric Beigbeder, le 27 janvier 2010, répondant à son portrait « approximatif » dressé par le quatrième secrétaire de la Conférence Berryer. Cette « Berryer » a lieu dans la salle des Criées du Tribunal de grande instance de Paris. Les douze secrétaires sont de part et d'autre de Beigbeder.

Tout d'abord, les secrétaires et l'invité font une entrée tonitruante, en général en musique. Le quatrième secrétaire fait alors un bref discours d'introduction qui commence par la phrase "Peuple de Berryer, bonsoir !".
Ensuite, le secrétaire dit "rapporteur" procède à la présentation humoristique de l’invité, qui a le droit de répondre.
Le quatrième secrétaire présente alors le premier candidat et le sujet qu'il a choisi. Celui-ci prononce alors son discours. Certains candidats pensent à tort que le sujet n'est qu'un prétexte et se mettent à déclamer sur n'importe quoi en faisant référence à la vie de l'invité ; il s'agit d'un contre-sens, le sujet étant fait pour être traité.
À la fin du discours, chacun des secrétaires (du douzième au premier) critique le discours du candidat. Les secrétaires doivent limiter leur critique au discours : les attaques ad hominem sont déconseillées, car elles font descendre le secrétaire de son piédestal ; les critiques doivent impérativement répondre aux discours prononcés, en improvisation ; par facilité, certains secrétaires préparent parfois des formulations à l'avance, ôtant toute une partie de l'intérêt de l'exercice ; chaque secrétaire doit s'adapter aux critiques émises par ses confrères pour éviter les répétitions.
L’invité intervient après les secrétaires, en principe pour défendre le candidat, mais sa parole est parfaitement libre.
L'exercice se reproduit autant de fois qu'il y a de candidats (autrefois jusqu'à quatre, aujourd'hui deux).
A la fin, le quatrième secrétaire interroge la salle pour savoir si un ancien secrétaire souhaite prendre la parole. Un ancien secrétaire, appelé "contre-critique" surgit alors du public et procède à la critique des secrétaires dans l'ordre décroissant  (du douzième au premier), de leur prise de parole.
L'invité peut alors conclure, puis le quatrième secrétaire procède à des annonces diverses concernant le concours de la conférence, la petite conférence ou les Berryer à venir.
Le peuple de Berryer a tout loisir de manifester durant les échanges, notamment par invectives.
Enfin, l'invité écrit un mot signé sur le livre d'or de la Conférence Berryer.
La Conférence Berryer est une des multiples tâches des secrétaires de la Conférence, parmi lesquelles figure principalement la défense des démunis lors des procès criminels, et plus largement la participation active à la défense pénale d'urgence (permanences au Palais de Justice, audiences sur renvois de comparution immédiate, etc.).

## Exemples de sujets
Il y a deux sujets pour chaque conférence Berryer, un par candidat. Les sujets sont généralement des jeux de mots plaisants en rapport avec l'activité ou le nom de l'invité.
- Invité : Eric Cantona, ancien joueur de football[47]
  - 1er sujet : Cantona que l'amour ?
  - 2e sujet : Kung-fu panda ?
- Invité : Manuel Valls, ancien Premier Ministre
  - 1er sujet : Faut-il ouvrir le manuel ?
  - 2e sujet : Qui gouverne, ment ?

- Invité : Jacques Weber[48]qui a indiqué à Paris Match : "j'ai adoré cette expérience"[49]
  - 1er sujet : La comédie est-elle un petit coin de paradis ?
  - 2e sujet : Faut-il faire l'éloge des insolents ?
- Invité : Jean-Marie Messier[50]
  - 1er sujet : Veni, Vidi, Vivendi
  - 2e sujet : L'ego est-il un je interdit ?
- Invité : Florent Pagny, chanteur et acteur[51]
  - 1er sujet : N'importe quoi mène-t-il au zénith ?
  - 2e sujet : Ne reste-t-il aux Pagny percés que la liberté de penser ?
- Invité : Joey Starr, acteur et chanteur 
  - 1er sujet : Faut-il se laisser zoom-zoom-zang ?
  - 2e sujet : Le pedigree se reconnaît-il au débit ?

## Critiques
Le COSAL, syndicat d'avocats très critique à l'égard du reste de la profession, s'était plaint — en vain — de l'invitation de l'actrice pornographique Ovidie pour laquelle l'un des deux sujets fut : "Faut-il accepter la double peine ?".
De même, l'invitation du Professeur Didier Raoult le 20 février 2024 a pu causer une certaine polémique, mais qui n'a nullement empêché la tenue de l'événement.